# Valle Germanasca
Das Valle Germanasca ist ein Seitental des Val Chisone (Chisone-Tal) in der italienischen Metropolitanstadt Turin in der Region Piemont. Es wird vom Torrente Germanasca, einem rechten Nebenfluss des Chisone, in nordöstlicher Richtung durchflossen.
Das Tal liegt in den Cottischen Alpen, nahe der Grenze zu Frankreich. Es mündet bei Perosa Argentina in das Chisone-Tal (Val Chisone).
Die sogenannten Waldensertäler Pellice, Chisone und Germanasca waren vom Mittelalter bis zum 19. Jahrhundert Rückzugsgebiete der Waldenser. Nach Vertreibung 1686 und bewaffneter Rückkehr 1689 verschanzten sich die Rückkehrer monatelang auf einem steilen Bergrücken bei Balsiglia (kleines Museum).